# Santa Elena de Jamuz
Santa Elena de Jamuz – gmina w Hiszpanii, w prowincji León, w Kastylii i León, o powierzchni 62,34 km². W 2011 roku gmina liczyła 1217 mieszkańców.